# Act of Grace
Act of Grace – czwarty album polskiej grupy thrashmetalowej Virgin Snatch. Wydawnictwo ukazało się 24 listopada 2008 roku nakładem Mystic Production.

## Lista utworów
1. "Act Of Grace" (muzyka: Virgin Snatch; słowa: Zieliński) - 04:41
2. "Slap In The Face" (muzyka: Virgin Snatch; słowa: Zieliński) - 03:23
3. "Horn Of Plenty" (muzyka: Virgin Snatch; słowa: Zieliński) - 05:05
4. "Through Fight We Grow" (muzyka: Virgin Snatch; słowa: Zieliński) - 04:56
5. "Walk The Line" (muzyka: Virgin Snatch; słowa: Zieliński) - 04:49
6. "Daniel The Jack" (muzyka: Virgin Snatch; słowa: Zieliński) - 04:32
7. "M.A.D. (Make A Donation)" (muzyka: Virgin Snatch; słowa: Zieliński) - 04:34
8. "Don't Get Left Behind" (muzyka: Virgin Snatch; słowa: Zieliński) - 05:07
9. "It's Time" (muzyka: Virgin Snatch; słowa: Zieliński) - 05:56

## Twórcy
Źródło.
- Łukasz "Zielony" Zieliński – śpiew
- Grzegorz "Grysik" Bryła – gitara
- Jacek Hiro – gitara, gitara basowa[6]
- Marcin "Novy" Nowak – gitara basowa (wymieniony na płycie, nie brał udziału w nagraniach)[6]
- Jacek "Jacko" Sławeński – perkusja
- Wojciech i Sławomir Wiesławscy – produkcja, mastering, miksowanie (Hertz Studio)
- Jarosław Baran – realizacja partii wokalnych (Gorycki & Sznyterman Studio)
- Piotr "Qras" Kurek (Mentalporn) – oprawa graficzna
- Wacław "Vogg" Kiełtyka – gitara solowa (utwór "It's Time")